# Гунарс Скворцовс
Гунарс Скворцовс (лет. Gunārs Skvorcovs — Салдус, 13. јануар 1990) професионални је летонски хокејаш на леду који игра на позицији деснокрилног нападача. 
Члан је сениорске репрезентације Летоније за коју је на међународној сцени дебитовао на светском првенству 2015. године.
Професионалну каријеру започео је као четрнаестогодишњи младић у екипи Металургса из Лиепаје, одакле је које након 8 сезона прешао у редове ришког Динама са којим се такмичи у КХЛ лиги.